# Milkshake
Milkshake er en drik der laves ved at blende is og mælk sammen.
I 1955 blev den første milkshake serveret i Danmark på Wittrup Motel i Albertslund. Det var den kvindelige amerikanske ejer Sallie Zimmerhackel, der introducerede det amerikanske køkken til gæsterne på motellet.